# Suzy Parker
Suzy Parker (Long Island City (New York), 28 oktober 1932 - Montecito, 3 mei 2003), geboren als Cecilia Ann Renee Parker, was een Amerikaans actrice en supermodel.
Nadat haar zus Dorian Leigh, die ook model was, haar introduceerde aan Eileen Ford toen zij 15 jaar oud was, werd Suzy Parker al gauw het nieuwe gezicht van Coco Chanel. Ze groeide als volwassene al snel uit tot de bestbetaalde model van de Verenigde Staten.
Zij maakte haar filmdebuut in 1957 met een kleine rol in Funny Face, een film met Audrey Hepburn en Fred Astaire. Ze kreeg echter al snel hoofdrollen aangeboden en was te zien tegenover verscheidene grootheden. Parker ging met pensioen, nadat ze in 1963 trouwde met Bradford Dillman.
Parker stierf in 2003 op 70-jarige leeftijd.

## Filmografie
- Funny Face (1957)
- Kiss Them for Me (1957)
- Ten North Frederick (1958)
- The Best of Everything (1959)
- A Circle of Deception (1960)
- The Interns (1962)
- Flight from Ashiya (1964)
- Chamber of Horrors (1966)

- Biblioteca Nacional de España: XX4962365
- Bibliothèque nationale de France: cb14550121v (data)
- Gemeinsame Normdatei: 1026260167
- International Standard Name Identifier: 0000 0001 1662 5054
- Library of Congress Control Number: nr2001031340
- Système universitaire de documentation: 237138689
- Virtual International Authority File: 66704906
- WorldCat: E39PBJhH4vqQqqVktHCVF9byBP